# Гинцбург, Гораций Осипович
Барон Гора́ций О́сипович (Нафтали-Герц)  Ги́нцбург (также: Гораций Иосифович или Гораций Евзелевич; 1833, Звенигородка, Киевская губерния — 1909, Петербург) — в 1870-е и 1880-е годы один из богатейших людей Российской империи, действительный статский советник, купец первой гильдии, глава финансовой династии Гинцбургов. Ктитор Большой хоральной синагоги в Петербурге.

## Биография
Его отец Евзель Гинцбург (1812—1878) сделал состояние, занимаясь торговлей и винными откупами. Перебравшись в столицу, он с сыновьями Горацием и Урием основал банкирский дом — «И. Е. Гинцбург» с филиалом в Париже.
Гораций Гинцбург с 1868 по 1872 год был гессенским консулом в Санкт-Петербурге. В 1872 году получил от великого герцога Гессенского Людвига III баронский титул (его отец Евзель Гавриилович получил такой титул позже). В 1874 году Александр II разрешил потомственное пользование этим титулом в России.
Г. О. Гинцбург в 1872 году явился одним из семи учредителей Сибирского торгового банка.
В 1874 году выступил в числе совладельцев Березовского золотопромышленного дела вместе с полковником В. И. Асташевым, графом П. А. Шуваловым и являлся товарищем-распорядителем Березовского дела. Гинцбургам принадлежало 100 паев из 400 данного товарищества. Он также был активным участником Миасского золотопромышленного дела В. И. Асташева.
Кроме этого, Гинцбурги были в числе учредителей Киевского частного коммерческого банка, Одесского Учётного банка, владели Товариществом Могилянского свекло-сахарного завода, которому принадлежали сахарный завод и сельхозугодья в Подольской губернии.
В 1892 году банкирский дом Гинцбурга попал в полосу глубокого кризиса. Правительство отказалось поддержать оказавшийся в долгах банк и ввело в нём временную администрацию, Гинцбурги потеряли интерес к банковскому делу и переключились на золотодобычу. Гораций Гинцбург возглавил, а затем установил контроль над богатейшим Ленским золотопромышленным товариществом.
Гинцбург вёл широкую благотворительную деятельность, стоял у истоков и возглавлял ряд общественных организаций, направленных на улучшение положения евреев в Российской империи. В частности, возглавлял центральный комитет Еврейского колонизационного общества, который занимался организацией переселения малоимущих единоверцев за пределы Восточной Европы. Один из основателей Общества ремесленного и земледельческого труда среди евреев в России. Неоднократно ходатайствовал перед имперскими властями об отмене антисемитских законов.
В 1877 году на деньги Гинцбурга в здании Общества дешёвых квартир было открыто отделение на восемь двухместных комнат для бесплатного проживания учащихся высших женских курсов. В честь его супруги Анны отделение было названо «Аннинским».
В течение длительного времени (до 1892 года) был гласным Санкт-Петербургской городской думы.
Как фактический руководитель еврейской общины Петербурга барон Гинцбург внёс наибольший вклад в возведение Большой хоральной синагоги. По воспоминаниям современников, без него в конце XIX века не обходилась ни одна большая служба в синагоге:

И вдруг два господина в цилиндрах, прекрасно одетые, лоснящиеся богатством, с изящными движениями светских людей, прикасаются к тяжёлой книге, выходят из круга, и за всех, по доверенности, по поручению всех, совершают что-то почётное и самое главное. Кто это? — Барон Гинзбург. — А это? — Варшавский.— О. Мандельштам. «Шум времени».

## Семья

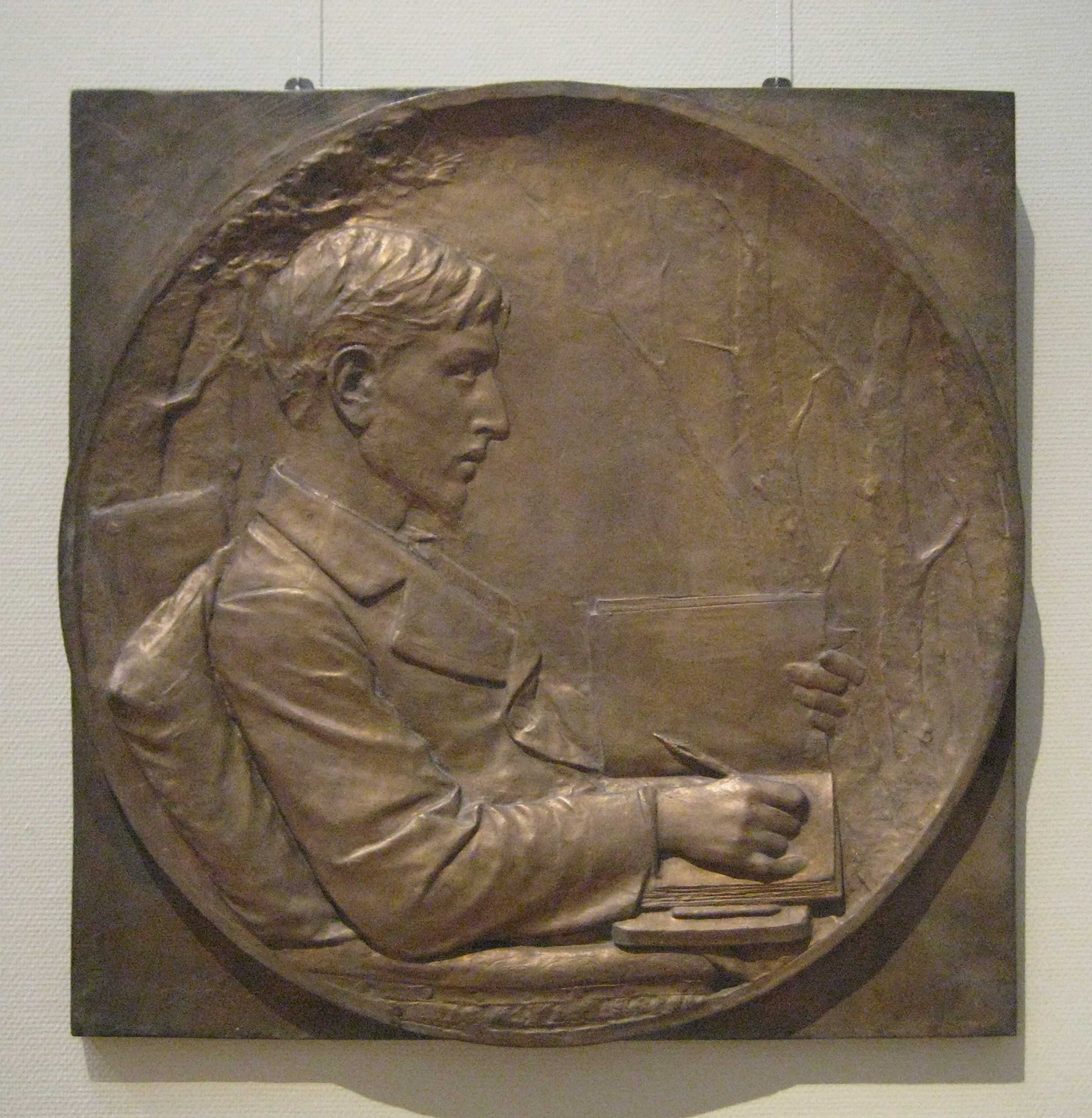
Г. О. Гинцбург оплачивал обучение Марка Антокольского. На посмертном портрете, названном "Последняя весна", Антокольский изобразил его сына, Марка Гинцбурга.

После Горация Осиповича семейное дело (около десятка крупных компаний, в основном горнодобывающих) продолжили его сыновья:
- Давид, статский советник, директор правления Компании цепного пароходства по реке Шексне, член правления Волжско-Каспийского нефтяного и торгового общества, Товарищества Могилянского свекло-сахарного завода;
- Марк, художник, умер молодым;
- Александр, отставной корнет, директор правлений: Ленского золотопромышленного товарищества, Компании цепного пароходства по реке Шексне, Акционерного общества «Платина», член правлений: Алтайского золотопромышленного товарищества, Товарищества Могилянского свекло-сахарного завода;
- Альфред,
- Владимир, финансировал Еврейскую этнографическую экспедицию 1912-1913 годов, организованную С. А. Ан-ским.

После ленского расстрела 1912 года всё правление Ленской золотопромышленной компании ушло в отставку.
По данным 1914 года, состояние семьи Гинцбургов оценивалось более чем в 25 млн рублей. Основные виды деятельности: торговля, банки, золотодобыча, сахарная промышленность.

## Память
В 1912 году на средства барона, выделенные его сыном Владимиром, была организована первая еврейская этнографическая экспедиция — получившая имя барона — по сбору памятников еврейского фольклора. Организатором выступил С. А. Ан—ский, в экспедиции приняли участие Ю. Энгель, д-р Вейсенберг и другие. В черте еврейской оседлости (преимущественно на Волыни) было записано множество народных песен, сказаний и легенд, собраны исторические документы и сделаны снимки. К 1913 году относится организация второй экспедиции имени барона.